# Jöklamýs

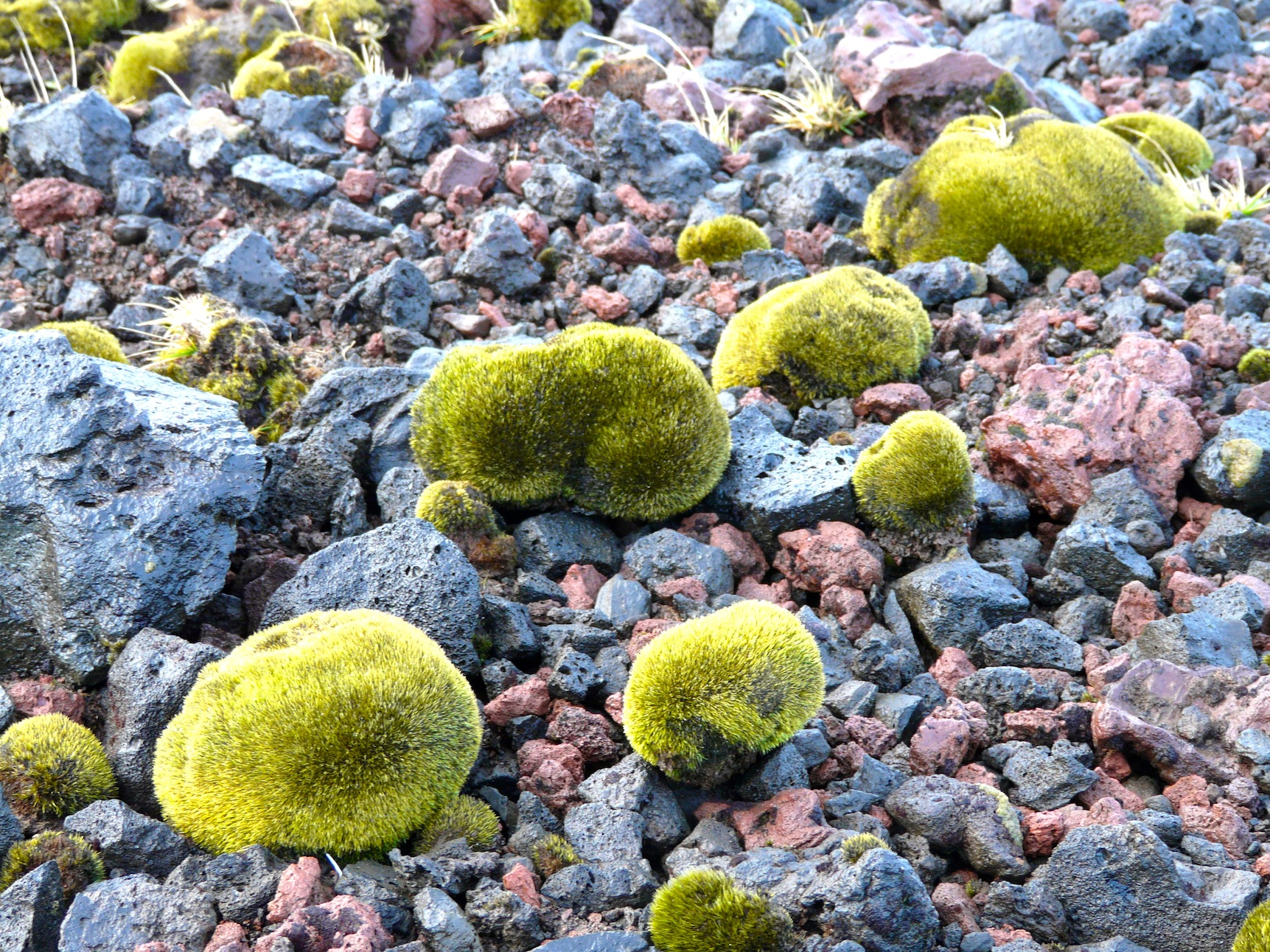
Kuliste kolonie Ditrichum strictum na subantarktycznych Wyspach Crozeta

Jöklamýs (ang. glacier mice) – kolonie mchów składające się z wielu gatunków, spotykane na niektórych lodowcach. Podstawą dla powstania jöklamýs jest kamyk, który równomiernie ze wszystkich stron obrasta mchem. Warunki, w jakich powstają te kolonie, nie są znane. Występują w Islandii, odnaleziono je także na Alasce, w Chile, Wenezueli i na Svalbardzie. Po raz pierwszy zjawisko jöklamýs zostało opisane w 1950 roku przez islandzkiego meteorologa Jóna Eyþórssona, który nazwał je jöklamýs – w tłumaczeniu dosłownym ‘myszy lodowcowe’ (ang. glacier mice). W języku polskim zaproponowano nazwę jokulki (od isl. jökull – ‘lodowiec’, ‘okrągłego kształtu’).

## Ekosystem
W kolonii jöklamýs spotykane są niektóre gatunki zwierząt, jak np. niesporczaki, nicienie, czy skoczogonki. Ich forma zatrzymuje ciepło i wilgoć, tworząc odpowiedni ekosystem dla życia gatunków, które w innych warunkach nie przetrwałyby na lodowcu.  

## Przemieszczanie się
Cechą charakterystyczną jöklamýs jest ich poruszanie się, które nie jest powodowane jedynie nachyleniem terenu czy wiatrem. Badania akcelerometrami wykazały, że jöklamýs nie ślizgają się po lodzie, a toczą się po nim, odsłaniając kolejno wszystkie strony, dzięki czemu mech na spodniej stronie nie obumiera. Ponadto wszystkie jöklamýs w kolonii poruszają się w tym samym kierunku i z tą samą prędkością. Zjawisko to nie zostało wyjaśnione. 

## Rozmnażanie
W przynajmniej części przypadków mchy tworzące myszy lodowcowe rozmnażają się bezpłciowo, z powodu trudnych warunków środowiskowych.